# Dunaföldvár
Dunaföldvár  este un oraș în districtul Paks, județul Tolna, Ungaria, având o populație de 8.903 locuitori (2011). 

## Demografie
Componența etnică a orașului Dunaföldvár
     Maghiari (95,66%)
     Romi (2,46%)
     Necunoscut (0,38%)
     Alții (1,51%)
Componența confesională a orașului Dunaföldvár
     Romano-catolici (42,46%)
     Fără religie (20,2%)
     Reformați (5,29%)
     Luterani (1,34%)
     Atei (1,1%)
     Necunoscută (29,41%)
     Alte religii (0,84%)
Conform recensământului din 2011, orașul Dunaföldvár avea 8.903 locuitori. Din punct de vedere etnic, majoritatea locuitorilor (95,66%) erau maghiari, cu o minoritate de romi (2,46%). Apartenența etnică nu este cunoscută în cazul a 0,38% din locuitori. Nu există o religie majoritară, locuitorii fiind romano-catolici (42,46%), persoane fără religie (20,2%), reformați (5,29%), luterani (1,34%) și atei (1,1%). Pentru 29,41% din locuitori nu este cunoscută apartenența confesională.